# Ptyssiglottis nigrescens
Ptyssiglottis es un género monotípico de plantas fanerógamas perteneciente a la familia Acanthaceae. El género tiene 58 especies de hierbas descritas y de estas , solo una aceptada. Su única especie: Ptyssiglottis nigrescens, es originaria de Malasia.

## Taxonomía
Ptyssiglottis nigrescens fue descrita por (Merr.) B.Hansen y publicado en Opera Bot. 116: 40 (1992):.
Sinonimia
- Hallieracantha nigrescens Merr.